# FK Elektrosila Leningrad
FK Elektrosila Leningrad (Russisch: ФК Электросила Ленинград) was een Russische voetbalclub uit Leningrad, het huidige Sint-Petersburg.

## Geschiedenis
De club werd opgericht in 1922 als Krasnaja Zarja. In 1936 was het een van de zeven clubs die van start gingen in de nieuwe competitie van de Sovjet-Unie. De club werd samen met stadsrivaal Dinamo laatste. Het volgende seizoen, dat ook nog dat jaar gespeeld werd eindigde de club vijfde op acht teams. Ook in 1937 kon de club geen potten breken. In 1938 werd de naam gewijzigd in Elektrik Leningrad en de competitie werd uitgebreid naar 26 teams, waarvan vijf uit Leningrad. Elektrik eindigde samen met Stalinets Leningrad in de middenmoot en konden degradatie net vermijden, twaalf teams degradeerden dat jaar. In 1939 werd de club voorlaatste en degradeerde nu wel uit de hoogste klasse.
De club nam in 1940 opnieuw de naam Krasnaja Zarja aan en werd kampioen in de tweede klasse. Door het uitbreken van de Tweede Wereldoorlog werd het team ontbonden en trad het jaar erop niet aan in de hoogste klasse, waar het seizoen niet voltooid werd. De spelers gingen voor Zenit spelen. Na de oorlog werd de club heropgericht als Elektrosila en trad opnieuw aan in de tweede klasse, maar eindigde nu slechts op een onbeduidende elfde plaats. Na dit seizoen werd de club ontbonden.
In 1946 werd de naam Elektrosila aangenomen en na dat jaar werd de club ontbonden.
- Library of Congress Control Number: n00012668
- Virtual International Authority File: 262177073